# Lejeunea parva
Lejeunea parva là một loài Rêu trong họ Lejeuneaceae. Loài này được (S. Hatt.) Mizut. mô tả khoa học đầu tiên năm 1971.